# Nachtigallental (Siebengebirge)
Das Nachtigallental ist ein Tal im Gebiet der Stadt Königswinter, das von der Altstadt ins Siebengebirge hinaufführt.

## Geographie
Das Nachtigallental ist ein Siefen (Kerbtal), der sich vom Ostrand der Königswinterer Altstadt ausgehend in weitgehend südsüdöstlicher Richtung entlang des Drachenfels (321 m ü. NHN) an der Südseite und des Hirschbergs (257 m ü. NHN) an der Nordseite zum Siebengebirge hinaufzieht. Es wird vom Hitelbach (auch „Mennesbach“) durchflossen, dessen Länge mit 1.369 m und dessen Einzugsgebiet mit 0,708 km² angegeben ist und der im Ortsgebiet von Königswinter in die Kanalisation mündet. Der entlang des Nachtigallentals verlaufende Bergrücken des Drachenfels ist auch unter der bereits 1715 erwähnten und auf einen Flurnamen zurückgehenden Bezeichnung Saurenberg bzw. Saurer Berg bekannt. Das Nachtigallental ist einer der als Alternative zum Eselsweg genutzten Aufstiege zum Drachenfels.

## Geschichte
Das Tal wurde ursprünglich als Mennessiefen bezeichnet und von einem schmalen Buschwaldpfad bis unterhalb des Burghofs durchquert. Zur Belebung des Mitte des 19. Jahrhunderts zurückgegangenen Fremdenverkehrs in Königswinter wurde als eine erste Maßnahme der durch das Tal führende Weg auf Initiative des seinerzeitigen Bürgermeisters August Mirbach aus Spenden Königswinterer Bürger bis 1861 zu einer als „schattig und romantisch“ beschriebenen Promenade ausgebaut und zugleich das Tal in Nachtigallental umbenannt.:118 1867 folgte, ebenfalls aus Spenden finanziert, die Anlage des Oberweingartenwegs oberhalb entlang der zum Drachenfels gelegenen Südwestseite des Tals. 1928 wurde am Eingang zum Tal vom Verschönerungsverein für das Siebengebirge ein kleiner Wasserfall angelegt. 1937/38 wurde der das Tal durchfließende Bach aufgrund häufiger Überschwemmungen mit Staubecken reguliert. 1954 wurde ein Serpentinenweg vom Nachtigallental aus zum neu erbauten Lemmerz-Bad am Oberweingartenweg angelegt, der heute nicht mehr begehbar ist.

## Bauwerke und Sehenswürdigkeiten

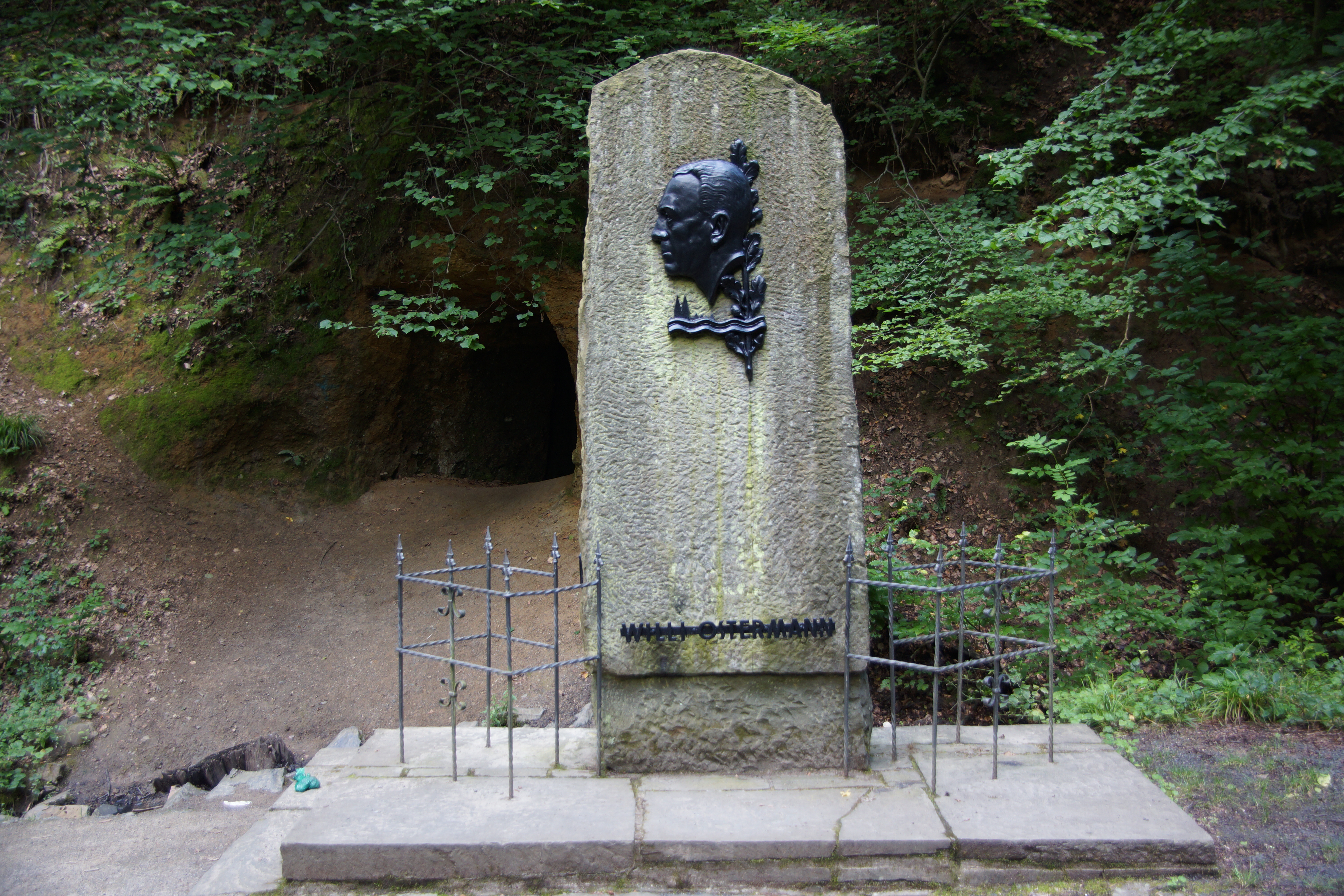
Willi-Ostermann-Denkmal

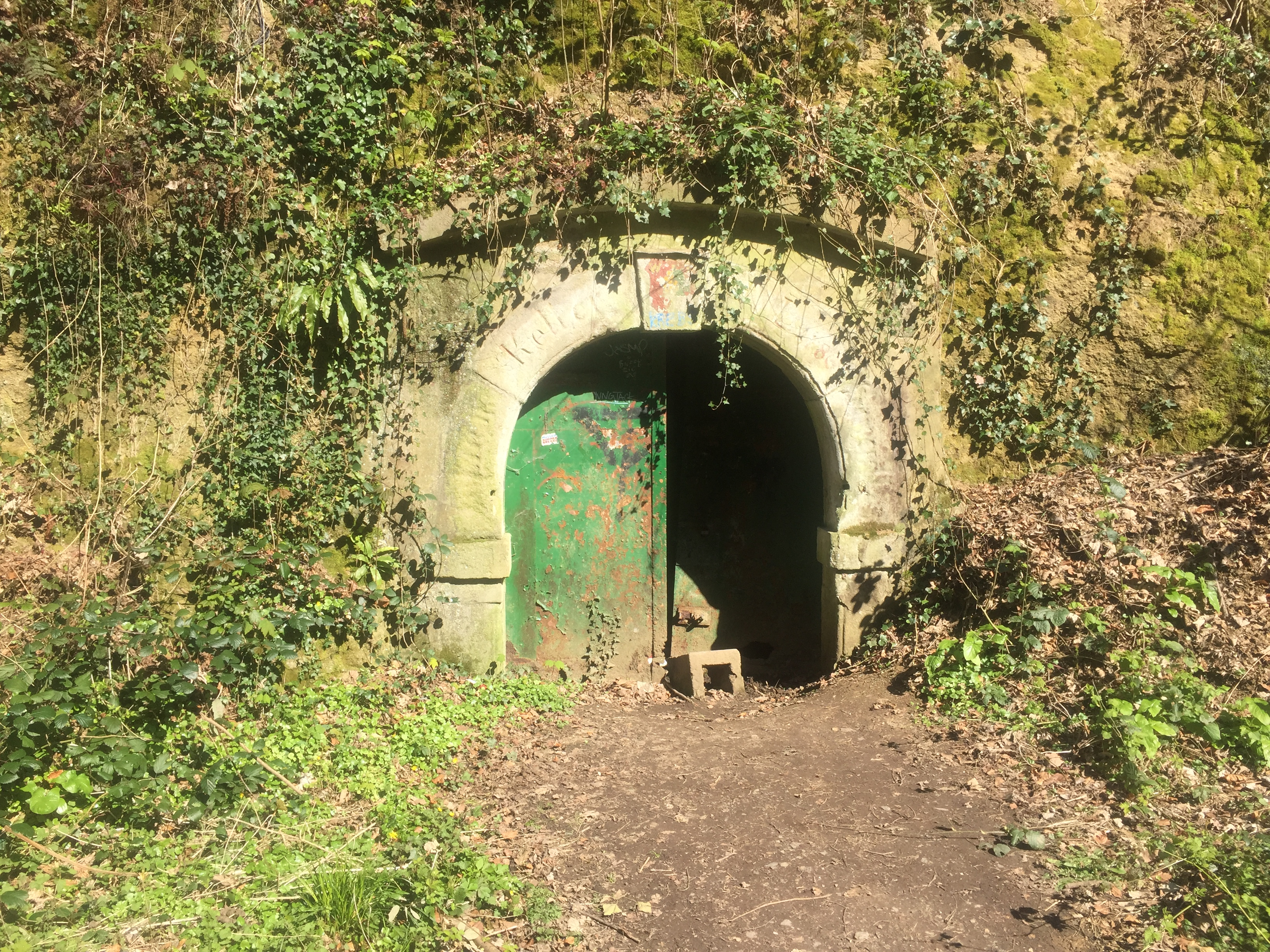
Weinkeller

- Altartisch

Am 28. Juni 1925 wurde am Eingang des Nachtigallentals als Beginn des örtlichen Festumzugs zur Jahrtausendfeier der Rheinlande ein Waldgottesdienst abgehalten und dafür an einer Weggabelung ca. 150 Meter vom Eingang des Tals dauerhaft ein steinerner Altartisch errichtet, der zuletzt als Trittstufe der Pfarrkirche St. Remigius gedient hatte und noch auf deren Vorgängerkirche von 1779 zurückgeht.
- Ostermann-Denkmal

Im unteren Nachtigallental befindet sich vor einer kleinen Höhle ein Denkmal für den Kölner Schlagersänger und Liedermacher Willi Ostermann (1876–1936), einen bekannten Verfasser von Heimat- und Karnevalsliedern hauptsächlich in Kölscher Mundart, der in einem Lied über das Siebengebirge von 1930 unter anderem das Nachtigallental besang. Das Denkmal wurde am 3. Juli 1949 von der Großen Königswinterer Karnevalsgesellschaft von 1860 und dem örtlichen Männergesangverein im Beisein rund 100 weiterer Karnevalsvereine eingeweiht. Es besteht aus einem Naturstein mit Bronzerelief und wurde vom Königswinterer Architekten und Bildhauer Franz Josef Krings geschaffen.
- Weinkeller

Im Nachtigallental befindet sich ein in den Berg eingelassener Kühlkeller des Winzervereins aus dem Jahre 1867. Er besitzt zum Tal hin ein gestaltetes Rundbogentor, das nach oben hin durch einen später gegossenen Korbbogen abgestützt wird. Der Schlussstein zeigt ein aufgemaltes Wappen mit Weintraube und den Initialen W.D.H., am Torbogen findet sich eine stark verwitterte Inschrift. Der Zugang zum Keller wird durch ein doppelflügeliges Eisentor, welches bereits seit Jahren offen steht, gewährleistet.:166
- Höllentuff

Westlich an das Nachtigallental grenzt die große „Hölle“, welche von einem Wanderweg, der an der Weggabelung am Altartisch beginnt und am heutigen Pumpenhaus der Hirschburg in die Versorgungsstraße des Drachenfels mündet, durchzogen wird. Der Weg diente in der Vergangenheit der Abfuhr von Gestein und durchzieht einen bis 20 Meter tiefen Einschnitt durch das umgebende weiche Tuffgestein, den sogenannten Höllentuff. Aufgrund der Lockerheit dieses Gesteins kommt es hier regelmäßig zu Steinschlägen, was zu temporären Sperrungen des Wanderwegs führt.
Wenige Meter vom Altartisch entfernt befindet sich seit 2015 im Höllentuff auf einer Druckerhöhungsanlage für Wasser eine Fassadenmalerei der Bonner Agentur Highlightz. Der dort abgebildete Drache ist in den letzten Jahren zu einem beliebten Fotomotiv unter Touristen geworden.